# Rhyacichthyidae
Rhyacichthyidae é uma família de peixes da subordem Gobioidei.
Esta família é composta por um único género, Rhyacichthys, e por uma única espécie Rhyacichthys aspro.